# Eric Lundberg
Eric Seth Lundberg, född 8 januari 1918 i Uppsala, död där 30 juli 1992, var en svensk målare och grafiker.

## Biografi
Han var son till Seth Lundberg och Gerda Cecilia Mattson och från 1945 gift med Edith Kraemer (1922–2016). Lundberg var som konstnär autodidakt och bedrev självstudier under resor till Norge och Danmark 1953–1955. Separat ställde han ut ett flertal gånger i Uppsala bl.a. i Uppsala Konsthall 1959. Han genomförde separatutställningar i bland annat Örnsköldsvik, Sundsvall, Ludvika och Sala. Tillsammans med T Mörk-Ossians ställde han ut i Eksjö 1949 och tillsammans med och silversmeden Ulf Trolle-Lindgren på Galerie Catharina 1959. Deltog i samlingsutställning i New York 1967. Hans konst består av stilleben, porträtt, figurer, stadsbilder och landskapsmålningar i olja pastell, akvarell, träsnitt och gouache samt mindre skulpturer i gips, sten och trä.   
Han brukar benämnas som kolorist med ett ofta skissartat måleri, något abstrakt i formen med ett expressionistiskt uttryck. Hans motiv var stilleben, uppländska bruksmiljöer, stadsmotiv, porträtt och modellstudier. Även landskapsmotiv bl.a. från den svenska fjällvärlden och kustmotiv från bland annat Gotland och Danmark, samt rent abstrakta motiv. Efter resor i Spanien och Egypten återspeglas motiv därifrån. 
Han finns representerad på museer och olika institutioner. Makarna Lundberg är begravda på Uppsala gamla kyrkogård.